# جرارد یپس
جرارد یپس (انگلیسی: Gerard Yepes؛ زادهٔ ۲۵ اوت ۲۰۰۲) بازیکن فوتبال اهل اسپانیا است.